# Mobilne krematorium
Mobilne krematorium – krematorium umieszczone na platformie samochodu ciężarowego i umożliwiające przeprowadzanie kremacji w warunkach polowych. Oficjalnie służy do utylizacji odpadów biologicznych i martwych zwierząt. Mogą być to zabudowy na samochody dostawcze, trzyosiowe ciężarówki, a także naczepy do ciągników siodłowych. W zależności od typu wydajność spalania wynosi od około 60 do 250 kilogramów na godzinę. Urządzenia produkowane są w Federacji Rosyjskiej przez firmę z Petersburga powiązaną z Władimirem Putinem.

## Użycie militarne
Podczas wojny w Donbasie Siły Zbrojne Federacji Rosyjskiej wspierały prorosyjskich separatystów wysyłając swoich żołnierzy i sprzęt bojowy. Rosyjskie władze zaprzeczały, jakoby ich siły zbrojne walczyły na Ukrainie. Ukrywano informacje na temat poległych i podawano fałszywe przyczyny zgonów, a ciała wojskowych, po sprowadzeniu do Rosji, chowano w bezimiennych grobach. Gdy rosyjskie oddziały zaczęły ponosić wysokie straty, zdecydowano się użyć mobilnych krematoriów do kremacji zabitych rosyjskich żołnierzy, aby ukryć przed rosyjską opinią publiczną transporty „Ładunku 200”.
Po raz pierwszy mobilne krematorium w rejonie konfliktu zaobserwowano we wrześniu 2014 r. przy granicy rosyjsko-ukraińskiej w obwodzie rostowskim. Według Wałentyna Naływajczenko, szefa Służby Bezpieczeństwa Ukrainy w dniach 20–23 stycznia 2015 r. na rozkaz Sztabu Generalnego Sił Zbrojnych Federacji Rosyjskiej na okupowane terytorium Donbasu wprowadzono siedem krematoriów zamontowanych na ciężarówkach KAMAZ. Każde z nich umożliwiało spalenie 8-10 ciał na dobę, a ich pracę koordynował wywiad wojskowy Rosji. Używanie przez Rosjan mobilnych krematoriów do pozbywania się zwłok żołnierzy zostało potwierdzone przez służby wywiadowcze USA. Urządzenia posłużyły także do spalenia żywności objętej zakazem importu do Rosji.
Przypuszczalnie Rosjanie używali krematoriów również podczas wojny w Syrii. Igor Girkin, były dowódca donbaskich separatystów, krytykując rosyjską interwencję twierdził, że rosyjska armia zataja ponoszone straty, a najemnicy wysyłani do Syrii muszą wyrazić zgodę na skremowanie ich ciał na miejscu w przypadku śmierci.
Od początku rosyjskiej inwazji na Ukrainę w 2022 r. informowano o możliwym ponownym wykorzystaniu mobilnych krematoriów przez Rosjan do tuszowania strat. Według doniesień świadków mobilne krematoria znajdowały się m.in. przy kostnicy szpitala nr 3 w Homlu, w której gromadzono zwłoki rosyjskich żołnierzy. Po wycofaniu się wojsk rosyjskich z obwodu kijowskiego oraz odkryciu i upublicznieniu masakry w Buczy, która zyskała szeroki międzynarodowy rozgłos, rosyjskie dowództwo nakazało zniszczenie dowodów zbrodni wojennych swojej armii. 6 kwietnia rada miejska Mariupola poinformowała, że Rosjanie rozpoczęli spalanie zwłok cywili zabitych podczas oblężenia miasta. Do zbierania ciał i palenia ich w mobilnych krematoriach zaangażowali specjalne „brygady oczyszczające” składające się z miejscowych oraz separatystów z Donieckiej Republiki Ludowej. Ich pracę koordynował kolaborujący z Rosjanami, samozwańczy mer Mariupola, Kostiantyn Iwaszczenko. Liczbę ofiar rosyjskiej agresji w mieście szacowano na kilkadziesiąt tysięcy. 6 kwietnia ukraińska rzeczniczka praw człowieka Ludmyła Denisowa poinformowała, że krematoria umieszczono w przemysłowej dzielnicy Mariupola przy drodze do Nikolśke, gdzie w chłodniach magazynów gromadzono zwłoki. 13 kwietnia ukraiński wywiad wojskowy potwierdził działalność 13 mobilnych krematoriów w Mariupolu, wielokrotne przypadki ich użycia w obwodzie czernihowskim oraz pracę mobilnego krematorium w Nowoajdarze w obwodzie ługańskim.
Poinformowano również, że Rosjanie palą ciała swoich żołnierzy aby odmówić ich rodzinom wypłaty odszkodowania.